# 福田晴瞭
福田晴瞭（1943年8月—）是日本黑道、指定暴力團住吉會二代目會長、住吉一家七代目總長、住吉一家小林會2代目會長。

## 簡歴
1998年6月，就任住吉會二代目會長（西口茂男後任）。
銀座的小林會二代目會長。
2005年4月17日，繼承住吉一家七代目。
| 前任： 小林楠扶 | 住吉一家小林会会长 | 继任： 小林忠纮 |

| 前任： 西口茂男 | 住吉会会长 | 继任： ― |

| 前任： 西口茂男 | 住吉一家总长 | 继任： ― |